# Amerorchis rotundifolia
 Amerorchis  Hultén (1968). Es un género monotípico de orquídeas terrestres de la tribu Orchideae de la familia de las (Orchidaceae). Se distribuyen en el Noreste de Norteamérica llegando por el Sur hasta Nueva York, Montana, y Wisconsin. Este género fue creado en 1968 por Eric Hultén, con una especie procedente del género Orchis. Su única especie: Amerorchis rotundifolia ((Banks ex Pursh) Hultén (1968) es originaria de Norteamérica.

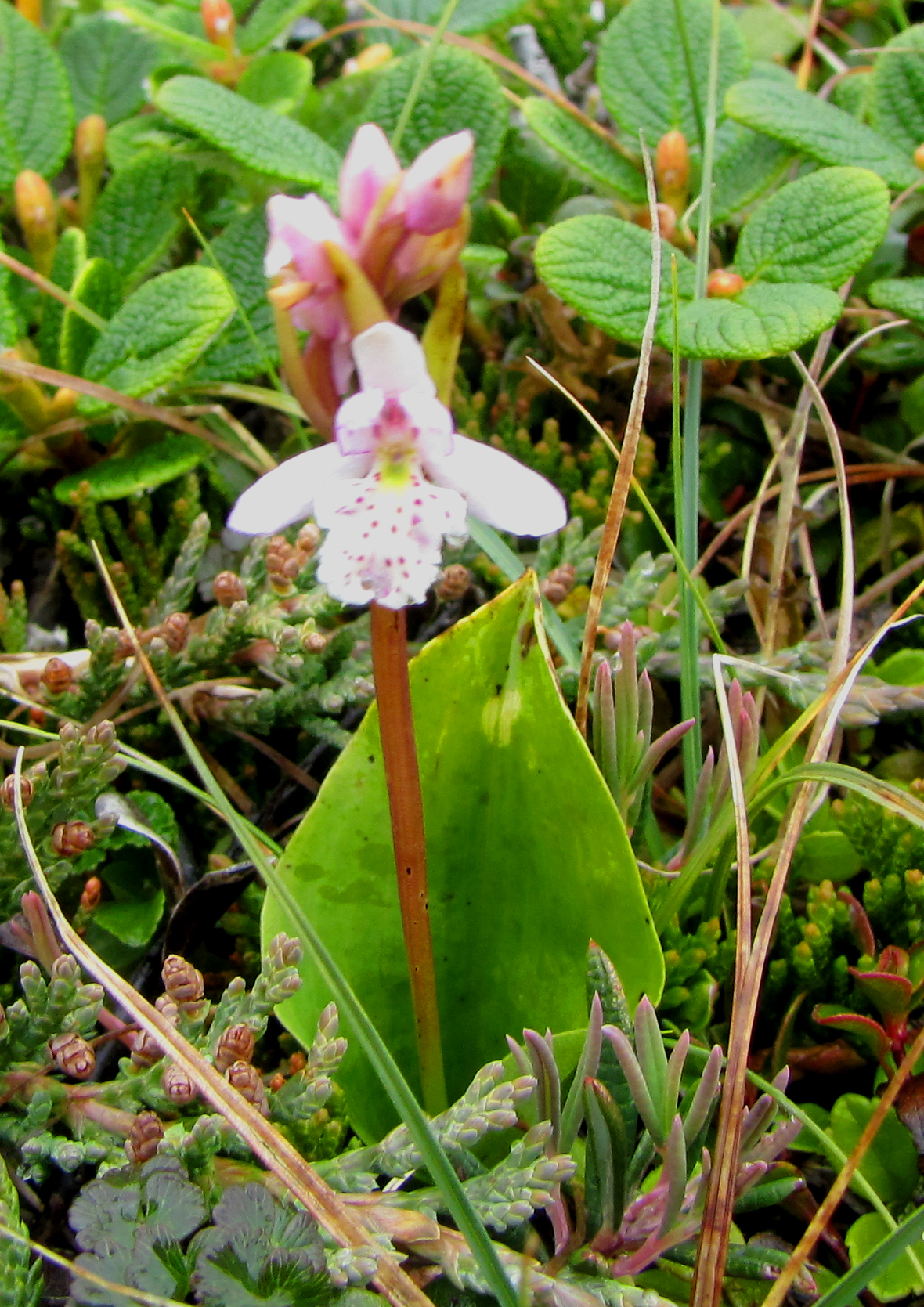
Detalle de la flor

## Descripción
Las hojas son oblongas con una longitud de 10 cm con los bordes redondeados, crecen desde los nódulos subterráneos que tienen un tamaño máximo de 6 cm y son redondos

Las inflorescencias que son erectas en espiga, salen de la roseta basal de hojas estando cubierto el tallo en 1/3 por una bráctea color verde claro.

Presenta una densa floración con flores pequeñas. Los tres sépalo son iguales en tamaño estando soldados por los lados quedando los ápices sueltos y forman una especie de gorra, que cubre la columna. Los sépalos presentan un color blanco-azulado muy pálido uniforme en el haz, y unas nervaduras de color azul pálido en el envés.

El labelo sobresale debajo del casco 2/3 partes que es de color púrpura-azulado intenso por los bordes con color más débil casi blanco en el centro. El labelo presenta una indentación en el extremo de la parte inferior con dos lóbulos. También presenta dos lóbulos, uno a cada lado en la parte superior que están ligeramente arqueados hacia fuera y hacia abajo. El color del labelo es blanco-azulado muy pálido, con puntos gruesos dispersos de color púrpura fuerte. Tiene dos pétalos casi tan grandes como el labelo extendidos como alas, de color uniforme blanco-azulado pálido.

Floreciendo desde abril hasta julio. El color puede variar en diferentes tonos de púrpura, más o menos difuso.

## Distribución y hábitat
Se distribuyen en el Noreste de Norteamérica por Canadá y la Bahía del Hudson llegando por el Sur hasta Nueva York, Montana, y Wisconsin.

## Taxonomía
Amerorchis rotundifolia fue descrita por (Banks ex Pursh) Hultén y publicado en Arkiv för Botanik, Andra Serien 7(1): 34. 1967[1968].
Etimología
Amerorchis: nombre genérico que se refiere a que esta especie americana estaba incluida anteriormente en el género de orquídeas europeas Orchis. 
rotundifolia: epíteto latíno que significa "con las hojas redondas".
Sinonimia
- Orchis rotundifolia Banks ex Pursh
- Ponerorchis rotundifolia (Banks ex Pursh) Soó[1]

Nombre común : Orquídea de hoja redondeada.